# Louis Guiguen
Louis Guiguen, né le 23 juin 1910 à Lorient (Morbihan) et mort le 4 mai 2001 à Plœmeur, est un homme politique français. Membre du Parti communiste français, résistant, interné, il est conseiller municipal de la ville de Lorient et député du Morbihan.

## Biographie
Après son certificat d'études primaires et des études à l’École primaire supérieure, Louis Guiguen travaille comme comptable.
En 1934, il adhère aux Jeunesses communistes, puis au Parti communiste.
Il est mobilisé en 1939, prisonnier en 1940. Il s'évade du camp de La Jarne et revient sur Lorient occupé par les nazis. Dès juillet 1940, il commence son activité clandestine contre l'occupant par des distributions de tracts appelant à la lutte, mène des actions de sabotage à la base sous marine de Keroman ainsi que sur des wagons transportant du matériel de guerre allemand. Il organise des groupes de résistants sous l'égide du Front national (constitué sur l'instigation du Parti communiste alors interdit depuis 1939, ce mouvement rassemblait un grand nombre de personnalités dévouées à la lutte antifasciste).
Arrêté le 24 septembre 1942, il séjourne à la prison de Lorient puis est interné au camp de Voves (Eure-et-Loir). Il est transféré le 18 novembre 1943 au camp de Pithiviers (Loiret). Libéré par l'action de la Résistance, le 9 août 1944, il organise le 11 août aux environs d'Orléans un groupe armé qu'il place sous le commandement du commandant FTP « Claude » avec le grade de lieutenant. Le groupe ayant été dissous, il se replie sur le front de Lorient et arrive à Pontivy (Morbihan) le 25 août 1944 où il retrouve sa famille réfugiée (son épouse Henriette et ses 3 filles Roselyne, Denise et Anik ; 2 fils viendront après la guerre agrandir la famille, Michel et Loïc). Affecté à la 1re Compagnie du 6e Bataillon FFI, il combat sur le front de Lorient, puis devient agent bénévole du 2e Bureau et participe à la récupération d'armes détenues par des groupes de résistants.
Louis Guiguen est élu député du Morbihan le 21 octobre 1945, réélu le 2 juin 1946, le 10 novembre 1946 et le 17 juin 1951 jusqu'au 1er décembre 1955 (il est le seul député communiste élu dans le Morbihan du XXe  siècle).
Durant ces dix années, Louis Guiguen est un député actif. Il participe aux grandes avancées sociales de la Libération et est cosignataire de nombreuses propositions de loi : le droit de vote des femmes, la Sécurité sociale, les congés et droits sociaux octroyés aux salariés. En 1945, il siège à la Commission des moyens de communication et des PTT et à celle de la reconstruction et des dommages de guerre, intervenant notamment à propos de la remise en activité du port de Lorient. Il porte une attention particulière aux problèmes de la pêche et à la situation des marins et de leurs familles et également aux problèmes de la circonscription.
Dans le même temps, Louis Guiguen est conseiller municipal de la ville de Lorient dans la dure époque de l'après-guerre (du 17 octobre 1945 au 22 mars 1959).

## Hommage
En 2007, la ville de Lorient par son Conseil Municipal lui rend hommage en donnant son nom à une rue nouvelle sur les bords du Scorff.
La rue Louis Guiguen permet l'accès au pôle "Mère Enfant" du nouvel hôpital du Scorff.

## Décorations
- Officier de la Légion d'honneur (1997)
  -  Chevalier de la Légion d'honneur (1986)
- Médaille de la Résistance française par décret du 3 janvier 1946[4]
- Croix du combattant volontaire de la Résistance
- Croix du combattant

## Sources et références
1. 1 2 3 4 5  Christian Bougeard, Claude Pennetier, « GUIGUEN Louis, Eugène, Armand », sur Le Maitron, 1er novembre 2008, dernière modification le 16 avril 2019.
2. ↑  « Biographie extraite du dictionnaire des parlementaires français de 1940 à 1958 (La documentation française) », sur assemblee-nationale.fr (consulté le 15 mars 2024).
3. ↑  « Rue Guiguen. Hommage au député de la reconstruction », sur Le Télégramme, 22 janvier 2009.
4. ↑  « Base des médaillés de la résistance - Louis Eugène Armand GUIGUEN », sur www.memoiredeshommes.sga.defense.gouv.fr (consulté le 8 juin 2022).